# Gebrüder Hoepner

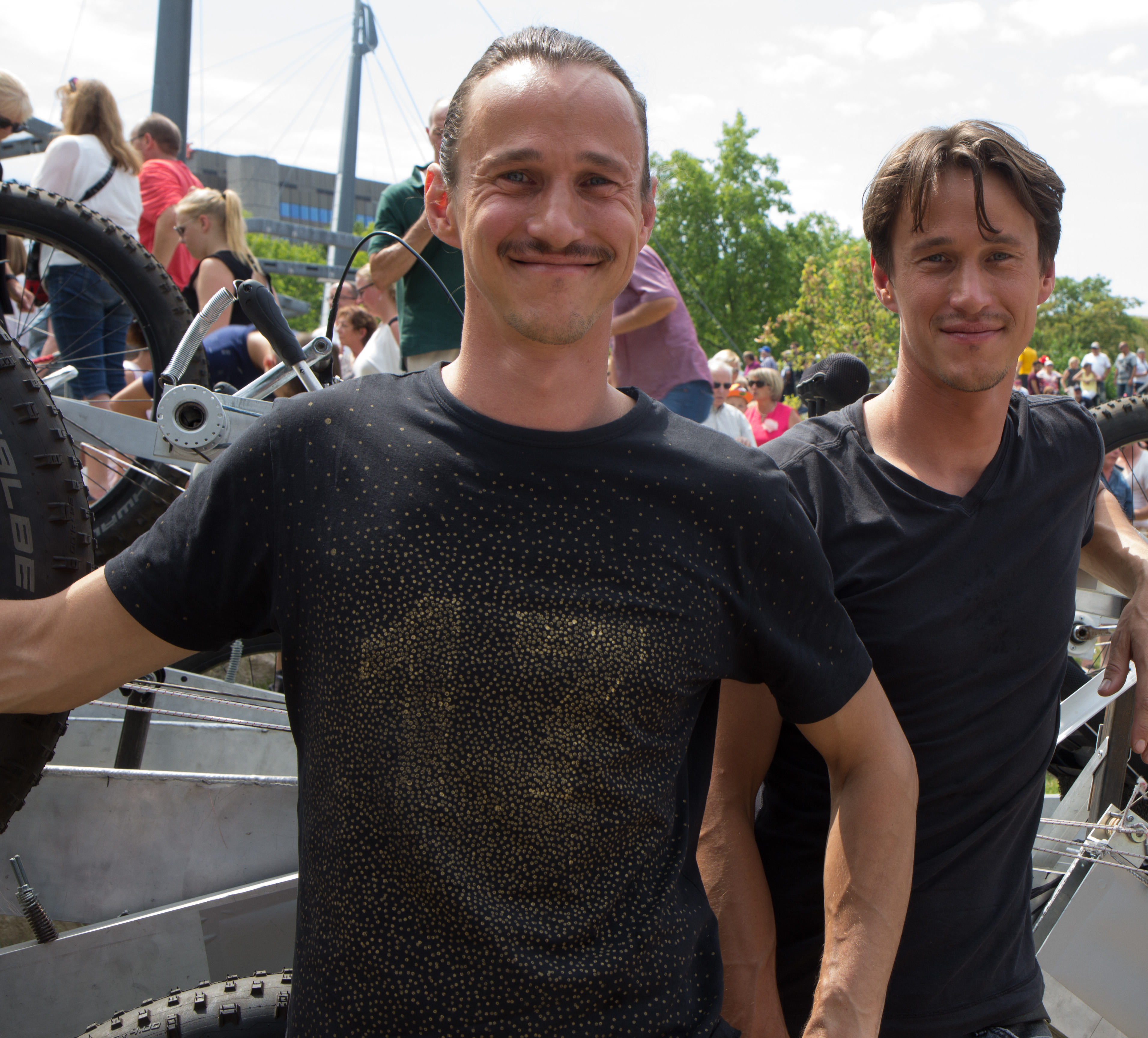
Gebrüder Hoepner im ZDF-Fernsehgarten, 2018

Die Zwillingsbrüder Paul und Hansen Hoepner (* 6. April 1982 in Singen am Hohentwiel) sind Abenteuerer, Reisebuchautoren und Dokumentarfilmer.

## Hansen Hoepner
Hansen ist fünf Minuten vor seinem Bruder Paul in Singen am Hohentwiel geboren, studierte an der Akademie für Bildende Künste Maastricht Produktdesign, Goldschmiede und Fotografie. Seit 2014 arbeitet er an dem Kreativprojekt „KAOS“ mit und hat sich dort mit einer Werkstatt für Goldschmiede und Produktdesign selbstständig gemacht.

## Paul Hoepner

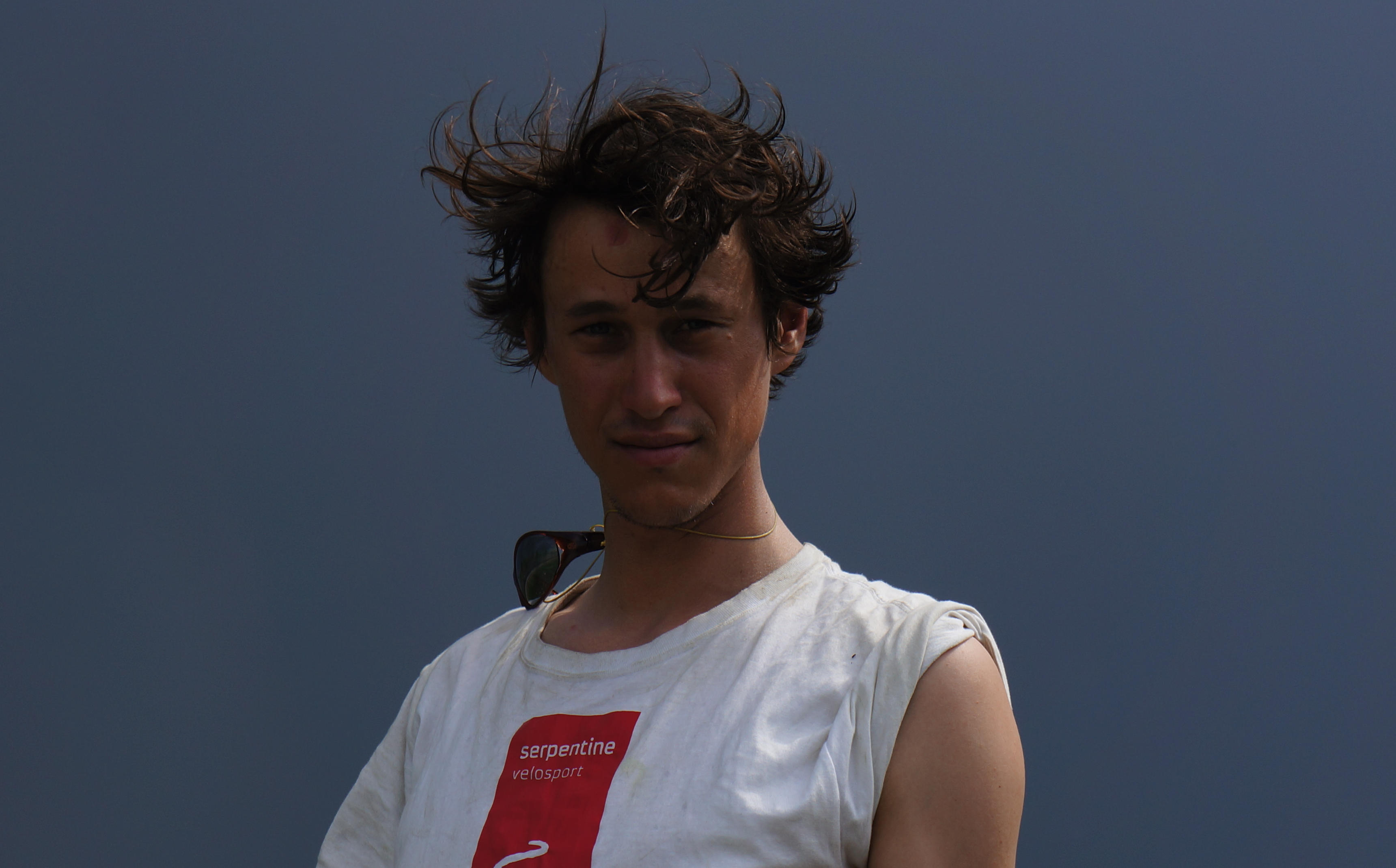
Paul Hoepner

Paul hat Mediendesign in Köln studiert und arbeitet in Berlin als Web- und App-Konzeptioner. 2015 schloss er den Studiengang „Human Factors“ an der TU Berlin ab.

## Abenteuer-Projekte
Neben vielen kleineren Abenteuerreisen haben die Zwillinge zwei umfangreich dokumentierte Projekte umgesetzt.

### Radreise von Berlin nach Shanghai: „Zwei nach Shanghai“
Am 6. April 2012 brachen sie zu einer Radfernreise von Berlin nach Shanghai  über Polen, Litauen, Lettland, Russland, Kasachstan, Kirgisistan und China auf. Die Reise dauerte 7 Monate (204 Tage) und zog sich über 13.600 km durch die kasachische Steppe, die Taklamakan-Wüste und den Himalaya auf bis zu 5250 m Höhe. Sie fuhren mit rund 12 kg schweren Reiserädern, die bepackt ein Gesamtgewicht von etwa 60 kg erreichten. Sie dokumentierten die Reise mit Videoaufnahmen, die später als Dreiteiler zusammengefasst in einer ARD-Filmreihe gezeigt wurden, und in einem Buch, das der Piper Malik Verlag veröffentlichte.

### Ohne Geld in 80 Tagen um die Welt: „Zwei um die Welt“
Etwa drei Jahre später, am 6. Mai 2015, versuchten sie frei nach Jules Vernes Roman Reise um die Erde in 80 Tagen ebendies. Allerdings starteten sie ihr Experiment im Vergleich zur Romanfigur Phileas Fogg, der mit 20.000 Pfund startete, von ihrem Zuhause in Berlin komplett ohne Geld. Die nur grob geplante Route sollte durch 17 Länder gehen: Frankreich, Spanien, Portugal, Kanada, Japan, Hongkong, China, Myanmar, Indien, Bangladesh, Usbekistan, Kasachstan, Russland, Lettland, Litauen, Polen und zurück nach Deutschland. Alles, was sie unterwegs an Geld brauchen, mussten sie während der Reise sammeln und verdienen.
Nachdem sie ihre Route unterwegs mehrfach ändern mussten, haben sie es mit der großzügigen Hilfe von Menschen in allen durchreisten Ländern mit nur 24 Tagen Verspätung am 17. August 2015 zurück nach Berlin geschafft. Auch diese Reise haben sie umfangreich dokumentiert. In der Sendung stern TV lief eine 7-teilige Dokumentation und mit dem Piper Malik Verlag haben sie das Buch Zwei um die Welt – in 80 Tagen ohne Geld. veröffentlicht.

### Weitere Radreisen
Als erste gemeinsame Fahrt versuchten die Brüder im Alter von 16 Jahren eine Fahrt um den Bodensee, die bereits am ersten Abend scheiterte, weil kein Campingplatz die minderjährigen Brüder aufnehmen wollte. Nach einigen durch Studium und individuelle Reisen getrennten Jahren im Alter zwischen 20 und 28 unternahmen die Brüder die seit langem erste gemeinsame Reise auf selbstgebauten Rädern von Maastricht nach Mailand. Es folgten weitere Ausfahrten auf die Lofoten und nach Budapest.

## Finanzierung

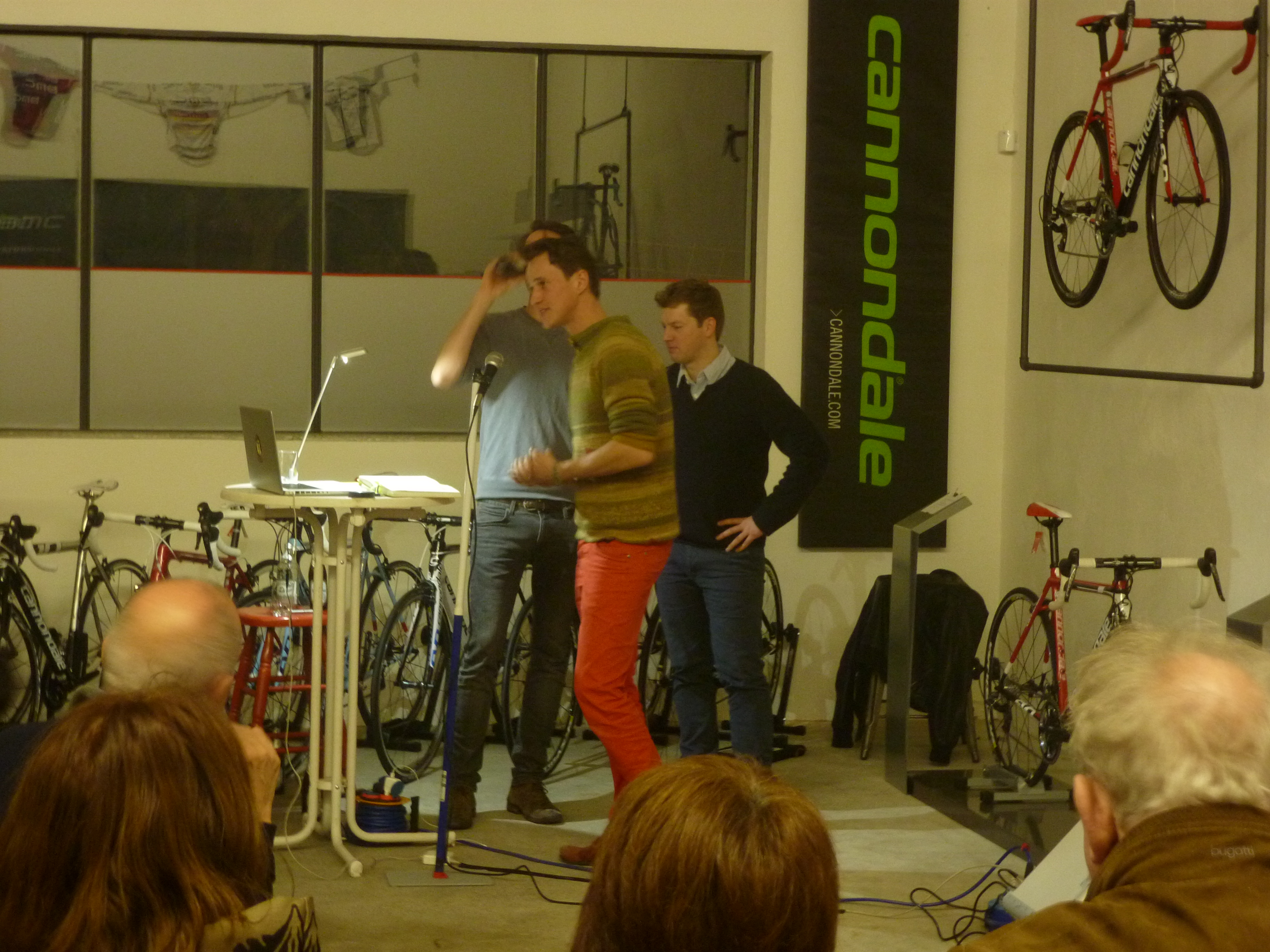
Vortrag in Hilzingen Januar 2014

Die Brüder finanzierten ihre rund 20.000 € teure Radreise nach Shanghai mittels Crowdfunding und Sponsoren. Sie boten an, auf ihrer Reise den jeweiligen Finanziers Wünsche zu erfüllen, wie beispielsweise das Aufstellen eines persönlichen Straßenschildes in China.
Zusätzlich zu den Finanzierungen vorab bieten die Brüder Vorträge und Lesungen zu dem unternommenen Abenteuern an.